# TSV 1886 Kandel
Der TSV 1886 Kandel e. V., kurz TSV Kandel, ist ein rheinland-pfälzischer Mehrspartensportverein aus Kandel im Landkreis Germersheim. Das Frauenmteam des TSV-K spielte mehrere Jahre in der 3. Liga Frauen (Handball) und die Männermannschaft nahm an der Hauptrunde des DHB-Pokals teil.

## Geschichte
Der 1886 gegründete TSV Kandel ist ein Sportverein der neben Handball auch die Sportarten Leichtathletik, Tischtennis, Turnen, Trampolin, Karate und Rehabilitation anbietet.

## Handball
1934 schlossen sich die Handballer des VR Kandel u. TV Kandel zum TSV 1886 Kandel zusammen und traten 1949 dem neu gegründeten pfälzer Handballverband bei. Der TSV Kandel meldete zu Beginn der Mitgliedschaft zwei Männer- und eine Jugendmannschaft, die dem Kreis Landau/Bergzabern zugeordnet wurden.
Das Frauenteam der Handballabteilung gehörte zu den Gründungsmitgliedern der Oberliga Rheinland/Pfalz/Saar. Die größten Erfolge der TSV-Frauen waren Meisterschaften in der viertklassigen Oberliga RPS und der zweimalige Aufstieg in die 3. Liga. Bei den TSV-Männern war es der Aufstieg in die Pfalzliga (4. Liga), in der sie sich acht Jahre halten konnten und nach dem Gewinn des Pfalzpokals die Teilnahme an der DHB-Pokal Hauptrunde, bei der sie  gegen den Zweitligisten TV Gelnhausen ausschieden.
Nach dem Gewinn der dritten Oberligameisterschaft mit Aufstiegsrecht zur 3. Liga, zogen sich die TSV-Frauen 2022 zurück und verabschiedeten sich so aus den höherklassigen Handballligen.
Die Handballabteilung des TSV Kandel nimmt mit zwei Männermannschaften, zwei Frauenteams und zwölf Nachwuchsmannschaften am Spielbetrieb des pfälzischen Handballverbandes (PfHV) teil. In der Saison 2025/26 spielen die 1. Männermannschaft und auch das 1. Frauenteam in der Verbandsliga (PfHV).

### Erfolge
Frauen
- Aufstieg in die 3. Liga 2014, 2016
- Meister Oberliga RPS (4. Liga) 2014, 2016, 2022 (R)
- Vizemeister Oberliga RPS 2020
- Aufstieg in die Oberliga RPS 2019
- Meister der Pfalzliga[4] (Pfalzmeister) 2019
- Aufstieg in die Pfalzliga[5] (4. Liga) 1998

Männer
- DHB-Pokal Hauptrunde[6] 1992/93
- Gewinner des Pfalzpokals 1992
- Aufstieg in die Pfalzliga[7] (4. Liga) 1990

### Spielerpersönlichkeiten
- Philipp Seitle
- Nadine Härdter
- Thorsten Kuschel, Schiedsrichter

## Leichtathletik
Die Leichtathletikabteilung des TSV Kandel veranstaltet seit 1976 den Bienwald-Marathon, ein Marathonlauf, der jährlich stattfindet und in der Regel am zweiten Märzwochenende ausgetragen wird.